# Crucifixión con la Virgen, san Juan y un donante (El Greco)
Crucifixión con la Virgen, san Juan y un donante es el tema de dos lienzos de Doménikos Theotocópuli—el Greco— sobre el tema de la Crucifixión de Jesús. Según Harold Wethey, las dos fueron realizados con amplia colaboración con el taller del maestro.

## Introducción
Cabe distinguir entre la iconografía de Cristo en la cruz —sólo con la figura de Jesús— y la de la Crucifixión, en la que también aparecen otras figuras, De esta última, el Greco realizó cuatro variantes, muy diferentes entre sí. Los dos presentes lienzos conforman la cuarta de ellas, en la que —al pie de la Cruz— están representados la Virgen María, Juan el Evangelista y una tercera figura.Según Wethey, quizás el Greco realizó otro lienzo —actualmente perdido— del cual derivarían estas dos obras.

## Tema de las obras
Estas pinturas representan el episodio del Evangelio de Juan, en el que Jesús dice a María "Mujer, ahí tienes a tu hijo". Después dice al discípulo " Ahí tienes a tu madre". 

## Análisis de las obras

### Versión de Martín Muñoz de las posadas

#### Datos técnicos y registrales
- Iglesia de Nuestra Señora de la Asunción (Martín Muñoz de las Posadas);
- Pintura al óleo sobre lienzo:
- Dimensiones: 174 x 111 cm;
- Datación: ca 1590-1595;
- Consta en el catálogo razonado de Wethey con la referencia X-71, y en el de Tiziana Frati con la 76-a.[6]

#### Comentario sobre la obra
Obra auténtica según Mayer, Camón Aznar y San Román. Halldor Soehner lo pone en duda debido a las numerosas restauraciones, La pintura fue muy repintada hacia 1940. La composición en líneas generales es la misma que la de la obra actualmente en Atenas. Wethey considera que es una copia de un original perdido del Greco.

#### Procedencia
1. Iglesia de Navalperal?

### Versión de la Galería Nacional de Atenas

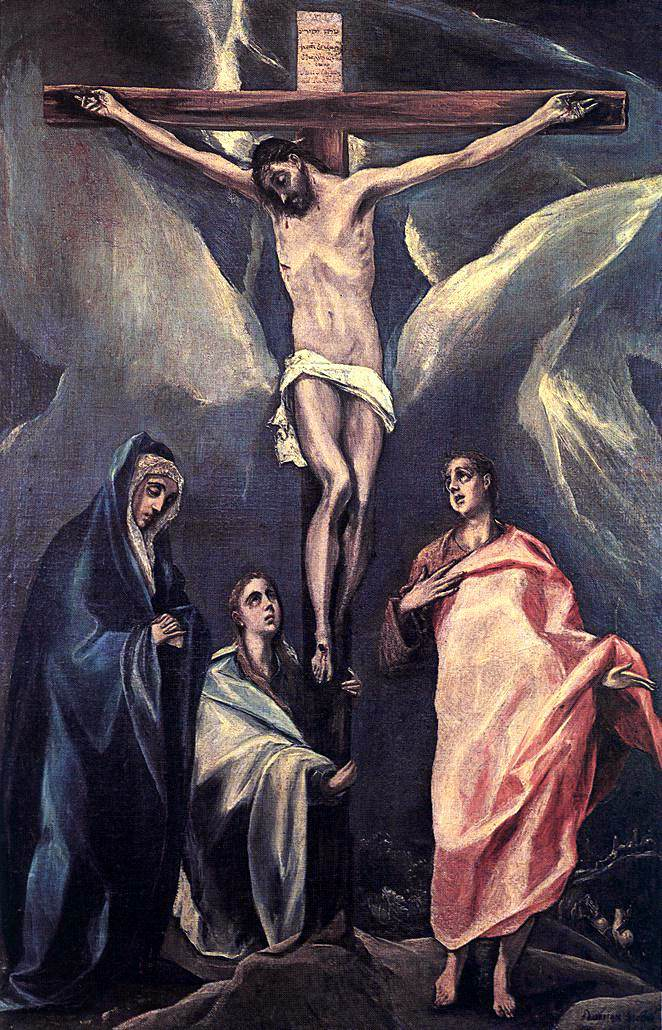
Versión de la Galería Nacional de Atenas

#### Datos técnicos y registrales
- Galería Nacional de Atenas;[10]
- Pintura al óleo sobre lienzo;
- Dimensiones: 120 x 81 cm;
- Datación: principios del s.XVII;
- Escrito en la parte inferior derecha con letras griegas en cursiva: doménikos theotoko (sic);
- Consta en el catálogo razonado de Wethey con la referencia X-72, y en el de Tiziana Frati con la 76-b.

#### Comentario sobre la obra
En esta pintura, en lugar del donante aparece una figura femenina, tal vez María Magdalena. Obra auténtica según Mayer, Legendre, Hartmann y Camón Aznar, quien la sitúa 1592-1595. Para Wethey, es una copia mediocre —actualmente muy retocada.— del s.XVII o XVIII. Según Ellis Waterhouse, fue descubierta en un mercado de ganado de Le Mans.

#### Procedencia
- Colección Singer, Le Mans;
- Trotti & Kleidenberg, París;
- A. Loebl, París;
- Dr. Hans Wendland, Lugano;
- Cassirer (Berlín) quien la compró para la Galería Nacional de Atenas-National Gallery (Athens)